# Маршанциеви
Маршанциеви (Marchantiaceae) е семейство чернодробни мъхове от разред Marchantiales. Съдържа един единствен род Marchantia.

## Родове
Доскоро в Маршанциеви бяха включени три рода:
- Bucegia Радиан 1903г
- Marchantia Linnaeus 1753
- Preissia Corda 1829 non Opiz 1852

Родовете Bucegia и Preissia впоследствие са обединени в Marchantia, оставяйки само един род в семейството.
Други родове са преместени в други семейства:
- Asterella, сега в семейство Aytoniaceae
- Conocephalum, сега в семейство Conocephalaceae
- Dumortiera, сега в семейство Dumortieraceae
- Lunularia, сега в семейство Lunulariaceae
- Reboulia, сега в семейство Aytoniaceae
- Neohodgsonia, сега в семейство Neohodgsoniaceae